# Sistema hombre-máquina
Un sistema hombre-máquina es un sistema en el que se integran las funciones de un operador humano (o un grupo de operadores) y una máquina. Este término también se puede utilizar para enfatizar la visión de dicho sistema como una entidad única que interactúa con el entorno externo.
Un sistema manual consta de herramientas manuales y otras ayudas que están acopladas por un operador humano que controla la operación. Los operadores de tales sistemas utilizan su propia energía física como fuente de energía. El sistema podría variar desde una persona con un martillo hasta una persona con un exoesqueleto que le da mucha fuerza.
La ingeniería de sistemas hombre-máquina se diferencia de los campos más generales y conocidos, como la interacción persona-computadora y la ingeniería sociotécnica, en que se centra en sistemas de control dinámicos y complejos que a menudo están parcialmente automatizados (como pilotar un avión). También estudia la resolución de problemas humanos en entornos naturalistas o en entornos de simulación de alta fidelidad.